# Ingen Rjúki
Ingen Rjúki, čínská podoba jména Jin-jüan Lung-čchi (čínsky: 隱元隆琦; 1592–1673), byl čínský čchanový mistr, básník a kaligraf.
Když mu bylo 28 let, byl po smrti matky ordinován do buddhistického kláštera. Později se stal opatem kláštera Wan-fu-s'. Roku 1654 se vydal společně s dalšími mnichy do Japonska, kde založil školu Óbaka.